# Adlešič
Adlešič je priimek v Sloveniji, ki ga je po podatkih Statističnega urada Republike Slovenije na dan 1. januarja 2020 uporabljalo 198  oseb in je med vsemi priimki po pogostosti uporabe uvrščen na 2.169. mesto.

## Znani nosilci priimka
- Jaka Adlešič (*1977), hokejist
- Juro Adlešič (1884–1968), pravnik in politik
- Miroslav Adlešič (1907–2002), fizik, publicist, slikar in pedagog
- Vera Adlešič (1905–1975), sopranistka, glasbena pedagoginja